# Nicolás Amodio
Nicolás Andrés Amodio (Montevideo, 10 marzo 1983) è un ex calciatore uruguaiano con passaporto italiano, di ruolo centrocampista.

## Biografia
Al termine del campionato 2005-2006, culminato con la promozione in Serie B del Napoli, Amodio ha dichiarato di soffrire dall'età di 9 anni di diabete giovanile, malattia che non gli impedisce comunque di giocare a calcio. Il calciatore aveva già parlato, in precedenza, del suo problema, ai tempi della militanza nella Sambenedettese.
Il 14 ottobre 2006 riceve il premio come Atleta diabetico dell'anno consegnatogli dall'AIMD (Associazione Italiana Medici Diabetologi).

Nel 2007 diventa testimonial della FDG (Federazione Nazionale Diabete Giovanile), collaborando a diverse iniziative per sostenere il progetto di ricerca denominato Nuove strategie terapeutiche sul trattamento del diabete mellito di tipo 1.

## Carriera

### Esordi in Uruguay ed arrivo in Italia
Incomincia la carriera nel Defensor Sporting, e qui vi rimane fino all'estate 2004.
Nel luglio 2004 arriva in Italia, alla Sambenedettese, club di Serie C1 che lo ingaggia con la formula del prestito. Insieme a lui arriva in Italia anche Mariano Bogliacino, che sarà suo compagno di squadra per molte stagioni. Nella stagione 2004-2005 colleziona 30 partite e sigla una rete. Col club marchigiano raggiunge i play-off promozione, in cui tuttavia la squadra viene sconfitta in semifinale dal Napoli.

### Napoli e vari prestiti
Il 25 luglio 2005 passa proprio al Napoli, che lo acquista per 730.735 euro dal Defensor Sporting, dove nel frattempo era tornato per fine prestito . Con il Napoli vince subito il campionato di Serie C1, collezionando 28 presenze. L'11 gennaio 2006 segna il primo gol con la maglia azzurra nella gara di ritorno degli ottavi di finale di Coppa Italia Roma-Napoli (2-1). Nella stagione 2006-2007 con i partenopei conquista la promozione in massima serie.
Il 25 luglio 2007 passa in prestito al Treviso. Nella stagione in Veneto, anche a causa di un infortunio, trova poco spazio.
Il 18 gennaio 2008 il giocatore lascia Treviso per trasferirsi al Mantova, sempre a titolo temporaneo. Nell'estate del 2008 rientra al Napoli dal prestito e viene reintegrato in rosa.
Nella stagione 2008-2009 gioca i suoi primi minuti stagionali il 5 aprile 2009 nella partita esterna contro la Sampdoria (2-2), valida per la trentesima giornata di campionato, nella quale fa anche il suo esordio in Serie A.
Dopo aver disputato la prima parte della stagione 2009-2010 col Napoli, collezionando una sola presenza in Coppa Italia, il 29 gennaio 2010 passa in prestito al Piacenza, con cui debutta il giorno successivo contro la Triestina. Colleziona 19 presenze in campionato, prima di rientrare al Napoli.
Il 17 agosto 2010 il club azzurro lo cede, di nuovo in prestito, al Portogruaro, neopromosso in B. Esordisce col Portogruaro il 22 agosto seguente nella partita contro il Cittadella. La stagione dei veneti termina con la retrocessione in Lega Pro Prima Divisione e Amodio, non riscattato dal club granata, fa nuovamente ritorno al Napoli.

### Peñarol
Il 20 luglio 2011 rescinde il contratto in essere con il club partenopeo e, dopo sette stagioni trascorse in Italia, fa ritorno in Uruguay, firmando per il Peñarol. Il 1 gennaio 2013 rimane svincolato.

### Lecce e Martina Franca
Il 27 agosto 2013 raggiunge l'accordo con il Lecce, club di Lega Pro Prima Divisione. Debutta col club salentino il 22 settembre seguente giocando da titolare nella partita Lecce-Catanzaro. Il 19 gennaio 2014 segna il suo primo gol con i giallorossi nel corso della partita di campionato Lecce-Benevento (2-0).
Dopo una sola stagione, viene ceduto in prestito al Martina, partecipante al neonato campionato di Lega Pro. Nella formazione pugliese disputa solamente 10 partite, dovendo rientrare in Uruguay a novembre per problemi familiari.
Il 29 agosto 2015 rescinde il contratto che lo legava al Lecce e chiude la sua carriera da calciatore ritornando in Uruguay.

## Statistiche

### Presenze e reti nei club
| Stagione        | Squadra           | Campionato      | Campionato | Campionato | Coppe nazionali | Coppe nazionali | Coppe nazionali | Coppe continentali | Coppe continentali | Coppe continentali | Altre coppe | Altre coppe | Altre coppe | Totale | Totale |
| Stagione        | Squadra           | Comp            | Pres       | Reti       | Comp            | Pres            | Reti            | Comp               | Pres               | Reti               | Comp        | Pres        | Reti        | Pres   | Reti   |
| --------------- | ----------------- | --------------- | ---------- | ---------- | --------------- | --------------- | --------------- | ------------------ | ------------------ | ------------------ | ----------- | ----------- | ----------- | ------ | ------ |
| 2003-2004       | Defensor Sporting | PD              | 20         | 1          | -               | -               | -               | -                  | -                  | -                  | -           | -           | -           | 20     | 1      |
| 2004-2005       | Sambenedettese    | C1              | 30+2       | 1          | -               | -               | -               | -                  | -                  | -                  | -           | -           | -           | 32     | 1      |
| 2005-2006       | Napoli            | C1              | 28         | 0          | CI              | 5               | 1               | -                  | -                  | -                  | CI-C+SL-C1  | 4+2         | 0+0         | 39     | 1      |
| 2006-2007       | Napoli            | B               | 24         | 0          | CI              | 1               | 0               | -                  | -                  | -                  | -           | -           | -           | 25     | 0      |
| 2007-gen. 2008  | Treviso           | B               | 9          | 0          | CI              | 2               | 0               | -                  | -                  | -                  | -           | -           | -           | 11     | 0      |
| gen.-giu. 2008  | Mantova           | B               | 17         | 0          | -               | -               | -               | -                  | -                  | -                  | -           | -           | -           | 17     | 0      |
| 2008-2009       | Napoli            | A               | 3          | 0          | CI              | 0               | 0               | I+CU               | 0                  | 0                  | -           | -           | -           | 3      | 0      |
| 2009-gen. 2010  | Napoli            | A               | 0          | 0          | CI              | 1               | 0               | -                  | -                  | -                  | -           | -           | -           | 1      | 0      |
| Totale Napoli   | Totale Napoli     | Totale Napoli   | 55         | 0          |                 | 7               | 1               |                    | 0                  | 0                  |             | 6           | 0           | 68     | 1      |
| gen.-giu. 2010  | Piacenza          | B               | 19         | 0          | CI              | 0               | 0               | -                  | -                  | -                  | -           | -           | -           | 19     | 0      |
| 2010-2011       | Portogruaro       | B               | 16         | 0          | CI              | 0               | 0               | -                  | -                  | -                  | -           | -           | -           | 16     | 0      |
| 2011-2012       | Peñarol           | PD              | 5          | 0          | -               | -               | -               | CL                 | 2                  | 0                  | -           | -           | -           | 7      | 0      |
| 2013-2014       | Lecce             | 1D              | 23+3       | 1          | CI LP           | 0               | 0               | -                  | -                  | -                  | -           | -           | -           | 26     | 1      |
| ago.-sett. 2014 | Lecce             | LP              | 0          | 0          | CI LP           | 1               | 0               | -                  | -                  | -                  | -           | -           | -           | 1      | 0      |
| Totale Lecce    | Totale Lecce      | Totale Lecce    | 26         | 1          |                 | 1               | 0               |                    | 0                  | 0                  |             | 0           | 0           | 27     | 1      |
| sett. 2014-2015 | Martina           | LP              | 10         | 0          | CI LP           | 0               | 0               | -                  | -                  | -                  | -           | -           | -           | 10     | 0      |
| Totale carriera | Totale carriera   | Totale carriera | 204+5      | 3          |                 | 10              | 1               |                    | 2                  | 0                  |             | 6           | 0           | 227    | 4      |

## Palmarès
- Serie C1: 1

Napoli: 2005-2006